# Dolmen von Buddusò
Die beiden Dolmen von Buddusò (Su Laccu und Sos Monimentos) liegen in der Provinz Nord-Est Sardegna auf Sardinien.

## Su Laccu
Der Dolmen Su Laccu (auch Sa Jann genannt) liegt etwa bei Kilometer 44,3 nahe der Landstraße 389 (Corre Boi), die von Buddusò nach Bitti führt, unter einer Korkeiche. Der einfache Dolmen hat seinen Zugang auf der Südseite. Der Querschnitt ist nahezu rechteckig aber etwas schmaler im oberen Teil des Zugangs. Er besteht aus einer Deckenplatte von 2,3 × 1,1 m und 0,25 m Dicke. Die beiden Tragplatten stecken im Boden. Die linke ist 0,9 m hoch, etwa 2,45 m lang und 0,25 m dick. Die rechte ist 0,95 m hoch, etwa 1,55 m lang und 0,30 m dick. Die Kammer ist 1,9 m lang und 0,85 m breit. Vom ehemaligen Hügel, der die Anlage bedeckt hat, ist wenig übrig.
Lage: 40° 33′ 20″ N, 9° 17′ 54″ O

## Sos Monimentos
Der Dolmen Sos Monimentos liegt etwa einen Kilometer von Su Laccu entfernt, in der Nähe des Flusses Tirso. Die gut erhaltene Megalithanlage besteht aus einer elliptischen Kammer von 1,8 auf 1,0 m, die aus einer Mauer aus unregelmäßigen Granitsteinen gebildet wird. Am Zugang stehen zwei rechteckige etwa 60 cm hohe Platten. Auf diesen und dem Trockenmauerwerk, das die Kammer umgibt, ruht die große ovale Deckenplatte aus Granit. Sie ist 2,5 m lang, 2,25 m breit und 20 cm dick.
Lage: 40° 32′ 41″ N, 9° 17′ 21″ O
Im Ort liegen die Domus de Janas von Ludurru.